# Municipio de Wapello
El municipio de Wapello (en inglés: Wapello Township) es un municipio ubicado en el condado de Louisa en el estado estadounidense de Iowa. En el año 2010 tenía una población de 2755 habitantes y una densidad poblacional de 21,44 personas por km².

## Geografía
El municipio de Wapello se encuentra ubicado en las coordenadas 41°9′34″N 91°12′10″O / 41.15944, -91.20278. Según la Oficina del Censo de los Estados Unidos, el municipio tiene una superficie total de 128.5 km², de la cual 125.28 km² corresponden a tierra firme y (2.5%) 3.22 km² es agua.

## Demografía
Según el censo de 2010, había 2755 personas residiendo en el municipio de Wapello. La densidad de población era de 21,44 hab./km². De los 2755 habitantes, el municipio de Wapello estaba compuesto por el 94.41% blancos, el 0.47% eran afroamericanos, el 0.15% eran amerindios, el 0.25% eran asiáticos, el 0.04% eran isleños del Pacífico, el 3.41% eran de otras razas y el 1.27% pertenecían a dos o más razas. Del total de la población el 8.2% eran hispanos o latinos de cualquier raza.